# Magyarország az 1999-es atlétikai világbajnokságon
Magyarország a spanyolországi Sevillában megrendezett 1999-es atlétikai világbajnokság egyik részt vevő nemzete volt. Az ország a világbajnokságon 28 sportolóval képviseltette magát, akik összesen 1 érmet szereztek.

## Érmesek
| Érem      | Versenyző    | Versenyszám   | Dátum         |
| --------- | ------------ | ------------- | ------------- |
| Ezüstérem | Németh Zsolt | Kalapácsvetés | augusztus 22. |

## Eredmények

### Férfi
| Versenyző                                                             | Versenyszám     | Selejtező | Selejtező | Selejtező | Előfutam      | Előfutam      | Előfutam      | Elődöntő | Elődöntő | Elődöntő | Döntő         | Döntő         |
| Versenyző                                                             | Versenyszám     | Idő       | Hely.     | Össz.     | Idő           | Hely.         | Össz.         | Idő      | Hely.    | Össz.    | Idő           | Helyezés      |
| --------------------------------------------------------------------- | --------------- | --------- | --------- | --------- | ------------- | ------------- | ------------- | -------- | -------- | -------- | ------------- | ------------- |
| Németh Roland                                                         | 100 m           | 10,28     | 2.        | 16.       | 10,16         | 4.            | 13.           | kiesett  | kiesett  | kiesett  | kiesett       | kiesett       |
| Dobos Gábor                                                           | 100 m           | 10,30     | 4.        | 21.       | 10,22         | 3.            | 19.           | 10,47    | 8.       | 13.      | kiesett       | kiesett       |
| Korányi Balázs                                                        | 800 m           |           |           |           | 1:47,60       | 6.            | 31.           | kiesett  | kiesett  | kiesett  | kiesett       | kiesett       |
| Bédi Tibor                                                            | 400 m gát       |           |           |           | 49,38         | 2.            | 13.           | 49,00    | 6.       | 10.      | kiesett       | kiesett       |
| Kovács Viktor Dobos Gábor Németh Roland Szeglet Zsolt (Gyulai Miklós) | 4 × 100 m       |           |           |           | 38,71         | 3.            | 6.            |          |          |          | 38,83         | 8.            |
| Nyilasi Péter Korányi Balázs Szeglet Zsolt Bédi Tibor                 | 4 × 400 m       |           |           |           | nem ért célba | nem ért célba | nem ért célba |          |          |          | kiesett       | kiesett       |
| Urbanik Sándor                                                        | 20 km gyaloglás |           |           |           |               |               |               |          |          |          | nem ért célba | nem ért célba |
| Dudás Gyula                                                           | 50 km gyaloglás |           |           |           |               |               |               |          |          |          | 4:05:58       | 20.           |
| Czukor Zoltán                                                         | 50 km gyaloglás |           |           |           |               |               |               |          |          |          | kizárva       | kizárva       |

| Versenyző      | Versenyszám   | Selejtező                | Selejtező                | Döntő    | Döntő     |
| Versenyző      | Versenyszám   | Eredmény                 | Helyezés                 | Eredmény | Helyezés  |
| -------------- | ------------- | ------------------------ | ------------------------ | -------- | --------- |
| Czingler Zsolt | Hármasugrás   | Érvényes kísérlet nélkül | Érvényes kísérlet nélkül | kiesett  | kiesett   |
| Fazekas Róbert | Diszkoszvetés | 62,79 m                  | 12.                      | 61,71 m  | 11.       |
| Horváth Attila | Diszkoszvetés | 56,83 m                  | 32.                      | kiesett  | kiesett   |
| Gécsek Tibor   | Kalapácsvetés | 77,27 m                  | 5.                       | 78,95 m  | 4.        |
| Kiss Balázs    | Kalapácsvetés | 74,61 m                  | 20.                      | kiesett  | kiesett   |
| Németh Zsolt   | Kalapácsvetés | 77,56 m                  | 3.                       | 79,05 m  | Ezüstérem |

| Versenyző        | Versenyszám | 100 m | 100 m | Távolugrás | Távolugrás | Súlylökés | Súlylökés | Magasugrás | Magasugrás | 400 m | 400 m | 110 m gát | 110 m gát | Diszkoszvetés | Diszkoszvetés | Rúdugrás | Rúdugrás | Gerelyhajítás | Gerelyhajítás | 1500 m  | 1500 m | Végeredmény | Végeredmény |
| Versenyző        | Versenyszám | Idő   | Pont  | Eredmény   | Pont       | Eredmény  | Pont      | Eredmény   | Pont       | Idő   | Pont  | Idő       | Pont      | Eredmény      | Pont          | Eredmény | Pont     | Eredmény      | Pont          | Idő     | Pont   | Pont        | Helyezés    |
| ---------------- | ----------- | ----- | ----- | ---------- | ---------- | --------- | --------- | ---------- | ---------- | ----- | ----- | --------- | --------- | ------------- | ------------- | -------- | -------- | ------------- | ------------- | ------- | ------ | ----------- | ----------- |
| Zsivoczky Attila | Tízpróba    | 11,22 | 812   | 705 cm     | 826        | 14,05 m   | 731       | 212 cm     | 915        | 48,56 | 882   | 15,24     | 821       | 42,64 m       | 718           | 460 cm   | 790      | 60,36 m       | 743           | 4:24,59 | 781    | 8019        | 10.         |

### Női
| Versenyző            | Versenyszám     | Előfutam | Előfutam | Előfutam | Elődöntő | Elődöntő | Elődöntő | Döntő         | Döntő         |
| Versenyző            | Versenyszám     | Idő      | Hely.    | Össz.    | Idő      | Hely.    | Össz.    | Idő           | Helyezés      |
| -------------------- | --------------- | -------- | -------- | -------- | -------- | -------- | -------- | ------------- | ------------- |
| Varga Judit          | 800 m           | 2:01,72  | 5.       | 23.      | kiesett  | kiesett  | kiesett  | kiesett       | kiesett       |
| Varga Judit          | 1500 m          | 4:16,66  | 12.      | 25.      |          |          |          | kiesett       | kiesett       |
| Szentgyörgyi Katalin | 5000 m          | 15:27,61 | 10.      | 10.      |          |          |          | 15:37:00      | 14.           |
| Szekeres Judit       | 400 m gát       | 55,04    | 3.       | 11.      | 54,86    | 5.       | 9.       | kiesett       | kiesett       |
| Rosza Mária          | 20 km gyaloglás |          |          |          |          |          |          | 1:36:48       | 22.           |
| Szebenszky Anikó     | 20 km gyaloglás |          |          |          |          |          |          | 1:38:27       | 28.           |
| Pesti Mónika         | 20 km gyaloglás |          |          |          |          |          |          | nem ért célba | nem ért célba |

| Versenyző       | Versenyszám   | Selejtező | Selejtező | Döntő    | Döntő    |
| Versenyző       | Versenyszám   | Eredmény  | Helyezés  | Eredmény | Helyezés |
| --------------- | ------------- | --------- | --------- | -------- | -------- |
| Szabó Zsuzsanna | Rúdugrás      |           |           | 440 cm   | 4.       |
| Vaszi Tünde     | Távolugrás    | 639 cm    | 24.       | kiesett  | kiesett  |
| Divós Katalin   | Kalapácsvetés |           |           | 65,86 m  | 4.       |

| Versenyző    | Versenyszám | 100 m gát | 100 m gát | Magasugrás | Magasugrás | Súlylökés | Súlylökés | 200 m | 200 m | Távolugrás               | Távolugrás | Gerelyhajítás | Gerelyhajítás | 800 m   | 800 m   | Végeredmény | Végeredmény |
| Versenyző    | Versenyszám | Idő       | Pont      | Eredmény   | Pont       | Eredmény  | Pont      | Idő   | Pont  | Eredmény                 | Pont       | Eredmény      | Pont          | Idő     | Pont    | Pont        | Helyezés    |
| ------------ | ----------- | --------- | --------- | ---------- | ---------- | --------- | --------- | ----- | ----- | ------------------------ | ---------- | ------------- | ------------- | ------- | ------- | ----------- | ----------- |
| Ináncsi Rita | Hétpróba    | 14,28     | 939       | 178 cm     | 953        | 14,16 m   | 805       | 25,42 | 849   | érvényes kísérlet nélkül | 0          | feladta       | feladta       | feladta | feladta | feladta     | feladta     |